# UA1 Lleida Ràdio
UA1 Lleida Ràdio és una emissora de ràdio de la ciutat de Lleida. El 2020, el programa Un dia més fou distingit en els 20ns Premis Ràdio Associació com a millor programa de ràdio local.